# Nuthetes
Nuthetes — рід тероподів, ймовірно, дромеозаврида, відомого лише за викопними зубами та фрагментами щелепи, знайденими в породах середнього беріаського (ранньокрейдового) віку в прісноводному члені Черті формації Лулворт в Англії, а також Angeac-Charente bonebed у Франції. Як інші дромеозавриди, Нутет міг бути малим хижаком.

## Відкриття й найменування

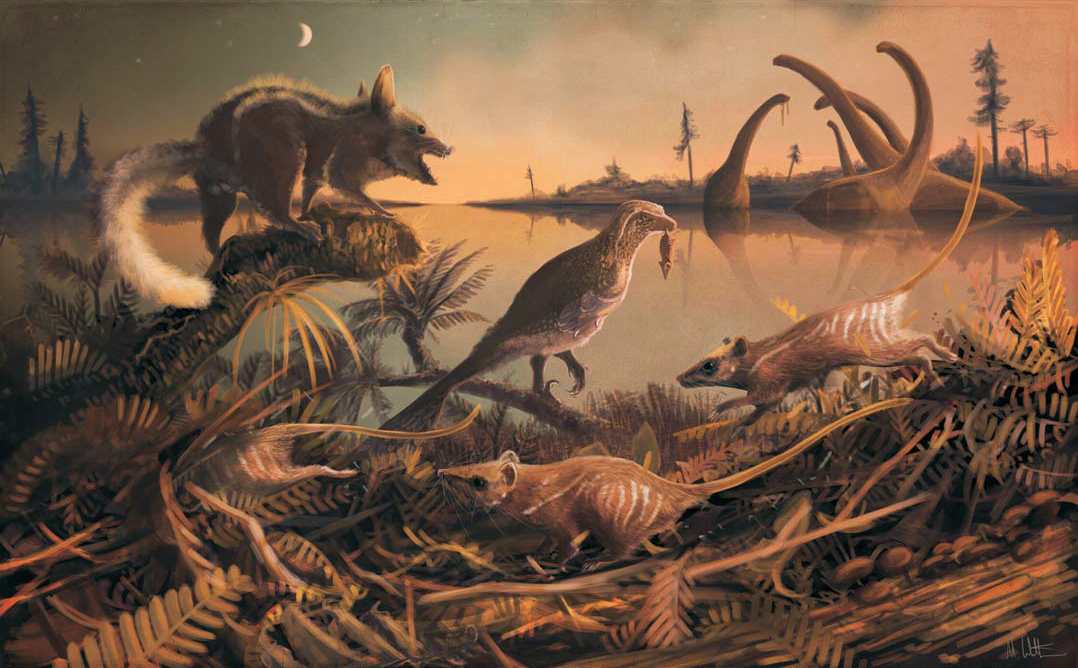
Nuthetes у центрі картини художника, зображений як дромеозаврид

Голотип, DORCM G 913, був зібраний Чарльзом Віллкоксом, палеонтологом-любителем, який проживає у Своніджі, у кар'єрі Фезер біля затоки Дарлстон у морських відкладеннях прісноводної частини Черті формації Лулворт, яка датується середнім беріасом. Він складається з приблизно трьох дюймів довжиною лівого фрагмента зубного ряду з дев'ятьма зубами. Голотип колись вважався втраченим, але був знову відкритий у сімдесятих роках у музеї графства Дорсет. Пізніше кілька інших зубів і зразок BMNH 48207, інший фрагмент зуба від дещо меншої особини, були віднесені до виду. Оуен у 1878 році також припустив, що деякі скам'янілі щитки типу, для якого він придумав назву «granicones», належали Nuthetes, але у 2002 році було показано, що це остеодерми кінцівок або хвоста черепахи, можливо, «Helochelydra» anglica або «H.» bakewelli. У 2006 році зуб із Франції, знайдений у берріасському місці розташування Черве-де-Коньяк, зразок CHEm03.537, був віднесений до Nuthetes sp.. Деякі великі екземпляри, віднесені до Nuthetes, можуть натомість належати до Dromaeosauroides. Додаткові зуби були приписані Nuthetes з сусіднього кісткового ложа Angeac-Charente у західній Франції.
Рід Nuthetes містить один вид (типовий вид), Nuthetes destructor. N. destructor був названий і описаний Річардом Оуеном у 1854 році. Родова назва Nuthetes походить від nouthetes, скорочення від νουθέτητης (nouthetetes), що означає «той, хто наставляє» або «монітор», у зв'язку зі схожістю зубів Nuthetes із зубами сучасного варана. Видова назва латиною означає «руйнівник», посилання на «пристосування зубів для проколювання, різання та розриву здобичі» форми, яку він оцінив як рівну за розміром нинішньому бенгальському варану.